# Pinch (Virginie-Occidentale)
Pour les articles homonymes, voir Pinch.
Pinch est une census-designated place américaine située dans le comté de Kanawha en Virginie-Occidentale. En 2010, sa population est de 3 262 habitants.